# Kanton Saint-Just-Saint-Rambert
Der Kanton Saint-Just-Saint-Rambert ist ein französischer Wahlkreis im Montbrison, im Département Loire und in der  Region Auvergne-Rhône-Alpes. Hauptort ist Saint-Just-Saint-Rambert. Vertreter im conseil général des Départements ist seit 2001 Alain Laurendon (DVD).

## Gemeinden
Der Kanton besteht aus 18 Gemeinden mit insgesamt 45.619 Einwohnern (Stand: 2022) auf einer Gesamtfläche von 356,94 km²:
| Gemeinde                         | Einwohner 1. Januar 2022 | Fläche km² | Dichte Einw./km² | Code INSEE | Postleitzahl |
| -------------------------------- | ------------------------ | ---------- | ---------------- | ---------- | ------------ |
| Aboën                            | 483                      | 8,96       | 54               | 42001      | 42380        |
| Apinac                           | 424                      | 15,35      | 28               | 42006      | 42550        |
| Bonson                           | 4.478                    | 5,15       | 870              | 42022      | 42160        |
| Chambles                         | 1.071                    | 18,90      | 57               | 42042      | 42170        |
| Estivareilles                    | 709                      | 22,56      | 31               | 42091      | 42380        |
| La Tourette                      | 630                      | 5,65       | 112              | 42312      | 42380        |
| Merle-Leignec                    | 326                      | 16,17      | 20               | 42142      | 42380        |
| Périgneux                        | 1.601                    | 32,00      | 50               | 42169      | 42380        |
| Rozier-Côtes-d’Aurec             | 422                      | 13,89      | 30               | 42192      | 42380        |
| Saint-Bonnet-le-Château          | 1.457                    | 1,87       | 779              | 42204      | 42380        |
| Saint-Cyprien                    | 2.428                    | 7,28       | 334              | 42211      | 42160        |
| Saint-Hilaire-Cusson-la-Valmitte | 334                      | 18,31      | 18               | 42235      | 42380        |
| Saint-Marcellin-en-Forez         | 5.088                    | 31,09      | 164              | 42256      | 42680        |
| Saint-Maurice-en-Gourgois        | 1.824                    | 31,83      | 57               | 42262      | 42240        |
| Saint-Nizier-de-Fornas           | 653                      | 15,88      | 41               | 42266      | 42380        |
| Saint-Just-Saint-Rambert         | 15.579                   | 40,63      | 383              | 42279      | 42170        |
| Sury-le-Comtal                   | 6.651                    | 24,18      | 275              | 42304      | 42450        |
| Usson-en-Forez                   | 1.461                    | 47,24      | 31               | 42318      | 42550        |
| Kanton Saint-Just-Saint-Rambert  | 45.619                   | 356,94     | 128              | 4220       | –            |

Bis zur Neuordnung bestand der Kanton Saint-Just-Saint-Rambert aus den zwölf Gemeinden: Boisset-lès-Montrond, Bonson, Chambles, Craintilleux, Périgneux, Saint-Cyprien, Saint-Marcellin-en-Forez, Saint-Just-Saint-Rambert, Saint-Romain-le-Puy, Sury-le-Comtal, Unias und Veauchette.